# Taxat-Senat
Taxat-Senat település Franciaországban, Allier megyében. Lakosainak száma 211 fő (2022. január 1.). Taxat-Senat Bellenaves, Chantelle, Charroux, Chezelle, Naves és Ussel-d’Allier községekkel határos.

## Népesség
A település népessége az elmúlt években az alábbi módon változott:
| Lakosok száma | 321  | 239  | 213  | 225  | 219  | 214  | 196  | 191  | 189  | 211  |
|               | 1968 | 1982 | 1990 | 2006 | 2013 | 2015 | 2017 | 2019 | 2020 | 2022 |